# 비츠로셀
주식회사 비츠로셀(영어: Vitzrocell)은 충청남도 당진시에 본사를 둔 축전지 기업이다.

## 제품
리튬1차전지(ER, Li-SOCl₂), Electric Double Layer Capacitor (EDLC), Thin Film Battery, Special Li-Ion 을 전문 제조·판매한며, CR(Li-MnO2) 배터리를 판매한다.

### 내용주
1. ↑  현대증권을 주관사로 공모가 5,500원에 코스닥 시장에 상장